# Nike Gurra
Nike Gurra är en new-wave duo som bildades av Nike Markelius från Tant Strul, och Gurra från Ebba Grön. Dom släppte plattan Nike Gurra (1987), vilken bland annat innehåller den relativt ofta spelade låten "Kom och håll om mej" samt en väsentligt lugnare version av Ebba Grön-låten "Folk bits" (från denna grupps album We're only in it for the drugs (1978)).